# Punxín
Punxín är en kommun i Spanien. Den ligger i provinsen Ourense i den autonoma regionen Galicien i nordvästra delen av landet, 400 km nordväst om huvudstaden Madrid. Antalet invånare är 755 (2024). Arean är 17,08 kvadratkilometer. Punxín gränsar till Ourense, Toén, Cenlle, San Amaro, Maside och Amoeiro.